# 自由流通量
自由流通量是指上市公司的流通股中实际可供交易的股票数量，也称自由流通股或实际流通量。通常算法会排除持股比例超过百分之五或十的长期持有者，如政府股东、战略投资者、以及公司创始人或其高管（包含其家族成员或其他一致行动人）。自由流通比例即为百分之百减去长期持有者的持股比例。不少投资人也会参考自由流通比例来计算市值，得出的即为自由流通市值，而它能够更好的反应公众对这家公司的估值。